# 普瑞希拉
《普瑞希拉》（英語：Priscilla）是2023年上映的美国传记劇情片，由蘇菲亞·柯波拉执导、制片，改编自普里西拉·普里斯萊和桑德拉·哈蒙于1985年出版的回忆录《猫王与我》。电影由卡莉·史派妮和雅各·艾洛迪主演，两人分别在片中扮演了普瑞希拉和猫王，剧情则讲述了普瑞希拉的生平，以及她与丈夫猫王的感情关系。电影2023年9月4日在第80屆威尼斯影展首映，定于2023年11月3日由A24在美国上映。

## 演员
- 卡莉·史派妮 饰 普里西拉·普里斯萊
- 雅各·艾洛迪 饰 埃爾維斯·皮禮士利
- 达格玛拉·多明奇克（英语：Dagmara Domińczyk） 饰 安·博利厄（Ann Beaulieu）
- 蕾恩·梦露·博兰德（Raine Monroe Boland）、艾蜜丽·米歇尔（Emily Mitchell）饰 莉萨·玛丽·普雷斯利
- 乔吉亚·凯登斯（Jorja Cadence）饰 帕西·普雷斯利（Patsy Presley）
- 罗德里戈·费尔南德斯-斯托尔（英语：Rodrigo Fernandez-Stoll） 饰 “猪耳朵”艾伦·福塔斯（Alan "Hog Ears" Fortas）
- 卢克·汉弗莱（英语：Luke Humphrey） 饰 特瑞·威斯特（Terry West）

## 制作

### 开发与选角
2022年9月12日，消息指蘇菲亞·柯波拉将执导普里西拉·普里斯萊回忆录《猫王与我》的改编电影，由雅各·艾洛迪扮演埃爾維斯·皮禮士利，卡莉·史派妮扮演普里西拉·普里斯萊。在《Vogue》杂志的专访中，科波拉谈到自己改编《猫王与我》的出发点：“几年前我手上有一本她的回忆录，我老早之前读过。最近我个有位朋友讲起了她的故事，我们就这样聊起这本书。我把这本书重新读了一遍，结果被她的故事所打动。我原本是要做一个关于伊迪丝·华顿的大项目，这部片子预计要拍五个月，听起来很让人畏惧。由于遇到了不少障碍，我决定把重心转向用一个概念制作一部电影。恰好我对普瑞希拉的故事非常感兴趣，尤其是以她的亲身视觉讲述的在雅园成长的过程。她在这样一个得到放大的环境里经历了年轻女性会经过的所有阶段，和玛丽·安托瓦内特有点像。”对于选择卡莉·史派妮扮演普瑞希拉，科波拉又说：“在电影中，这个角色会经历15岁到27岁，所以负责扮演的演员需要体现在这个时间跨度内的体态及成长。对我来说，最重要的一点，莫过于让同一位演员来扮演普瑞希拉的不同阶段，我认为卡莉符合这一点。她是非常优秀的演员，看起来也很年轻。”对于扮演猫王的雅各·艾洛迪，科波拉表示：“我本以为这世上没有人能跟猫王神似，但雅各布的确有同样的魅力。他魅力四射，女孩对他很疯狂，所以我认为他能展现出偶像的浪漫属性。我们在电影开拍前聊了很多，所以我不做深入讨论了 。”科波拉还在采访中透露普里西拉·普里斯萊是电影的执行制片人。
电影没有采用猫王的音乐作为原声，科波拉的丈夫、凤凰乐队的主唱托马斯·马尔斯担任电影的音乐总监，Sons of Raphael参与创作。

### 摄制
电影的主体拍摄于2022年10月24日在加拿大多伦多启动，12月初杀青。

## 发行
电影于2023年9月4日在第80屆威尼斯影展上首映，10月6日在2023年纽约电影节核心选择（Centerpiece Selection）单元放映。电影原计划于10月27日电影由A24在美国发行，Vision Distribution在意大利发行，但之后为了避开与《泰勒·斯威夫特：時代巡迴演唱會》正面竞争而推迟至11月3日。电影原本由第六攝影棚電影和索尼影业国际发行负责美国及意大利以外地区的发行工作，但这些地区的发行权被MUBI买下，由旗下公司The Match Factory负责海外发行，MUBI负责英国、爱尔兰、德国、比荷卢经济联盟、土耳其和拉丁美洲的发行。

## 反响

### 专业评价
根据評論匯總网站爛番茄汇总的35篇评论文章，94%的评论家给予该作正面评价，平均打分为7.4分（满分10分）。在Metacritic上，21位影評人共給予了84分的分數（滿分100分），這部電影獲得了「一致好評」。
BBC文化频道的尼古拉斯·巴伯（Nicholas Barber）认为电影“低调、不带偏见地”刻画了普瑞希拉，感情基调与巴茲·雷曼的《貓王艾維斯》形成鲜明对比。

### 获奖与提名记录
| 大奖         | 颁奖日期         | 奖项                 | 获得者        | 结果 | 参考资料 |
| ------------ | ---------------- | -------------------- | ------------- | ---- | -------- |
| 威尼斯电影节 | 第80屆威尼斯影展 | 金獅獎               | 蘇菲亞·柯波拉 | 提名 | [ 20 ]   |
| 威尼斯电影节 | 第80屆威尼斯影展 | 沃爾庇杯最佳女演員獎 | 卡莉·史派妮   | 獲獎 | [ 21 ]   |